# Zeeheer
Zeeheer is een personage uit het voormalige attractiepark Het Land van Ooit en een hoofdfiguur uit de VARA-kinderserie De geschiedenis van het Land van Ooit.

## Personage
De Zeeheer is een kapitein met een te grote rode muts. Hij was in het park vaak te vinden op een klein uitgevallen bootje in een sloot, genaamd Boot. En anders was hij bij zijn eigen schip, de "Yurre". Dit grote schip viel erg op omdat het met zijn hele voorsteven naar de hemel wees, de rest was ingegraven.
De Zeeheer is vrijwel altijd vergezeld van zijn enige werknemer: Dekzwalkertje; een wat dommige matroos in een ruim blauw pak. Samen verzorgden ze in en om hun schip in Het Land van Ooit kleine komische shows.
De rollen van Zeeheer en Dekzwalkertje werden door de jaren heen door steeds verschillende acteurs gespeeld. Het was tevens een van de langstlopende acts in het Land van Ooit. In het park entertainde Zeeheer mensen door liederen te zingen en toneelstukken op te voeren aan langslopende bezoekers van het park.

## Verhaal
Zeeheer en Dekzwalker komen oorspronkelijk uit Nieuw-Zeeland waar tevens de plaats waar hun schip Yurre aangemeerd lag.
Wanneer Zeeheer en Dekzwalker in 1863 in het havenslib te Wellington worden getroffen door een enorme golf, breken zij met hun schip "Yurre" recht door de aarde heen en komen zo uiteindelijk op 1 april 1990 terecht in het Land van Ooit. Omdat zij nog maar een half stuk scheepsbeschuit aan boord hebben probeert Dekzwalker een vis te vangen als avondmaal.
Maar in plaats van een vis vangt Zeeheer een halsketting, afkomstig van gravin Rondalia. Wanneer ze uit pure nood dan maar met een harpoen een zwaan proberen te vangen worden ze net op tijd tegengehouden door jonkvrouw Madelieve. Omdat de twee schipbreukelingen erg nieuwsgierig zijn naar de halsketting vragen zij de jonkvrouw van wie deze afkomstig is. Deze jonkvrouw vertelt het verhaal van de graaf en gravin van Ooit die in zwanen zijn veranderd. De zeeheer tekent deze verhalen op en zo begint de geschiedenis van het Land van Ooit.
Bij de andere Ooit-figuren kwam de Yurre (wat sterrenkoning betekent) al snel bekend te staan als een UDO: een Unexpected Digging Object.

## Kinderserie
Van bovenstaand verhaal en het directe gevolg daarop is ook een 6-delige kinderserie gemaakt die in 1990, 1992 en 1993 werd uitgezonden door de VARA. De serie droeg de titel De geschiedenis van het Land van Ooit en was gebaseerd op 'Het Staatenboek' van Marc en Marjan Taminiau. Dit is een boek dat de oprichters Taminiau verzonnen en bijhielden en waar hun themapark centraal stond. De speler die in het park de rol van Zeeheer vertolkte (Victor van den Berg), deed dit ook in de serie.
De serie werd op SBS6 herhaald in de Land van Ooit-serie Kinderen zijn de Baas.

## Faillissement
Op 21 november 2007 werd bekend dat Het Land van Ooit failliet was verklaard. Hiermee eindigden ook de rollen van Zeeheer en Dekzwalkertje. Vanwege het faillissement werden in maart 2008 veel van de eigendommen van Het Land van Ooit geveild. De hoed van Zeeheer bracht 175 euro op, die van Dekzwalkertje 40 euro.